# Transistor bipolare a gate isolato
In elettronica il transistor bipolare a gate isolato (in inglese Insulated-Gate Bipolar Transistor, abbreviato IGBT) è un tipo di transistor usato come interruttore elettronico in applicazioni ad alta potenza, cioè è in grado di commutare alte tensioni e alte correnti. Esso può essere schematizzato come il collegamento di un MOSFET e di un transistor a giunzione bipolare. Sebbene le correnti massime sopportabili dal singolo dispositivo siano inferiori a quelle del tiristore, utilizzando moduli con più IGBT in parallelo si ottengono componenti capaci di commutare correnti di 1,2 kA con tensione massima di 6 kV.
Il dispositivo abbina le caratteristiche favorevoli di un BJT e di un MOSFET; è un dispositivo di potenza adatto a trattare correnti elevate, che abbina al pregio dell'alta impedenza di ingresso dei transistor MOS quello della bassa tensione di saturazione dei transistor a giunzione bipolare (BJT). In ingresso è presente un MOS di bassa potenza che pilota il BJT di uscita con potenza elevata. Siccome il MOS risulta interessato solo dalla bassa corrente di base del BJT, anche l'area del chip, che nei MOS di potenza è estesa, risulta ridotta.
Il primo brevetto su dispositivi IGBT è del 1980, mentre i primi modelli commercializzati risalgono al 1983. Questi primi esemplari erano piuttosto lenti nella commutazione e soggetti a guastarsi facilmente (distruzione per latchup): le successive generazioni hanno migliorato molto i parametri di funzionamento ed eliminato tale vulnerabilità. Gli IGBT di oggi commutano con la stessa velocità dei migliori MOSFET, tollerano molto bene i sovraccarichi e non sono più soggetti al latchup. Attualmente hanno assunto grande importanza per tutte le applicazioni di commutazione di potenza in cui sono in gioco alte tensioni e correnti: praticamente tutti gli inverter di recente progettazione usano IGBT, quali ad esempio gli inverter industriali per i motori trifase, oppure nel fotovoltaico. Sono dei componenti chiave nelle automobili elettriche e ibride, in cui sono l'unica soluzione praticabile per avere unità di controllo motori piccole, potenti ed efficienti: la Toyota Prius sfrutta un inverter da 50 kW basato su IGBT che controlla due motori/generatori collegati al pacco batterie.

## Funzionamento
Un transistor IGBT rimane in interdizione finché la tensione fra gate ed emettitore non supera il valore Vg di soglia del dispositivo. In stato di interdizione, tutta la tensione fra collettore ed emettitore è sopportata dalla giunzione P/N- che, in virtù del basso drogaggio della regione di deriva N-, è molto spessa e può tollerare senza problemi tensioni inverse molto alte, tipiche dei tiristori e dei triac, dell'ordine delle centinaia di volt.
Quando la tensione del gate aumenta oltre il valore Vg la giunzione P/N- viene bypassata dal gate e il dispositivo entra in stato di conduzione. Il passaggio di corrente avviene in senso verticale attraverso la regione di deriva; in questa condizione entrano in gioco le regioni N+ e P inferiori, che insieme alla regione di deriva realizzano il transistor principale di conduzione. La regione N+ inietta portatori di carica nella regione di deriva debolmente drogata, aumentandone la conduttività e migliorando il tempo di commutazione del dispositivo.
Se si nota dal circuito equivalente gli IGBT sono delle doppiette Sziklai.

Sezione del chip
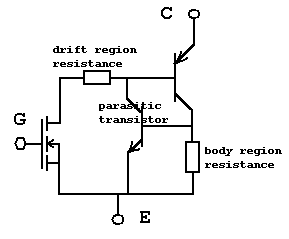
Circuito equivalente (sembra un SCR)